# Übergewinnsteuer
Eine Übergewinnsteuer (englisch excess profits tax oder englisch windfall profit tax) ist eine Steuerart, die Gewinne von Unternehmen abschöpft, welche über einen definierten „Normalgewinn“ hinausgehen. Was als normaler Gewinn gilt, ist von der jeweiligen Ausgestaltung der Steuer abhängig. Teils wird auch von einer Zufallsgewinnsteuer gesprochen.
In der Vergangenheit wurden Übergewinnsteuern zeitlich begrenzt in Krisenzeiten erhoben, insbesondere in Kriegs- bzw. Nachkriegszeiten oder Wirtschaftskrisen. Ziel ist es, diejenigen Unternehmen oder Branchen, denen die Krise wirtschaftliche Zusatzvorteile verschafft, stärker zu besteuern und damit an der gesellschaftlichen Bewältigung der Krise auch stärker finanziell zu beteiligen. Aktuell wird in verschiedenen Ländern über die (Wieder-)Einführung einer solchen Steuer diskutiert oder sie wurde bereits eingeführt, um den wirtschaftlichen Auswirkungen der Corona-Pandemie und insbesondere des Ukraine-Krieges zu begegnen.
In Deutschland ist als Sondersteuer der EU-Energiekrisenbeitrag für die Jahre 2022/2023 zu entrichten.

## Begrifflichkeit
Der Übergewinn ist nicht – wie es begrifflich naheliegt – die Bemessungsgrundlage für die Übergewinnsteuer, sondern sie wird auf den Mehrgewinn erhoben, der gegenüber dem als „normal“ eingestuften Gewinn in einem der vorangegangenen Geschäftsjahre erwirtschaftet worden ist.
In den Wirtschaftswissenschaften wird der Begriff „Übergewinn“ als Synonym für Residualgewinn verstanden. Dies ist der Gewinn, der über den Leistungsgewinn, der die Kapitalkosten eines Unternehmens abdeckt, hinausgeht. Negativ ausgedrückt ist Residualgewinn oder „Restgewinn“ der Teil des Gewinns, der nach Abzug der Kapitalkosten verbleibt. In der politischen Diskussion um eine Übergewinnsteuer geht es aber nicht darum, sondern um den zusätzlichen Gewinn, der Unternehmen durch externe Ereignisse (Krieg, Inflation, Anstieg des Ölpreises oder ähnliches) zufließt. Eine einheitliche Definition dieses „Übergewinns“ gibt es daher nicht. Die Bezeichnung eines solchen „Übergewinns“ in der Ökonomie lautet Marktlagengewinn (englisch Windfall Profit).
Der Wirtschaftswissenschaftler Thomas Beschorner weist darauf hin, dass Maßnahmen zur Unterstützung der Wirtschaft in Krisenzeiten wie eine negative Untergewinnsteuer zu betrachten seien. Beispiele: Unternehmen wurden während der Weltfinanzkrise ab 2007 durch den Staat gestützt. Während der COVID-19-Pandemie gerieten Teile der Wirtschaft unverschuldet in Schwierigkeiten und wurde durch eine Vielzahl von Maßnahmen mit Kapital versorgt.

## Geschichte
Seit Einführung der modernen Einkommensteuer wurden in Krisenzeiten Profite aus diesen Krisen besonders besteuert oder deren Besteuerung diskutiert. Großbritannien erhob eine Excess Profits Tax anlässlich des Ersten Weltkrieges von 1915 bis 1921 mit Steuersätzen zwischen 50 % und 80 % der kriegsbedingten Mehrgewinne, und im Zweiten Weltkrieg erneut in Höhe von 60 %. In den USA wurde eine Excess Profits Tax von 1917 bis 1921 erhoben, mit Steuersätzen zwischen 20 % und 80 % des erzielten Übergewinns, und erneut 1940 bis 1945 mit Steuersätzen bis zu 95 %. Frankreich führte während des Ersten Weltkrieges eine Übergewinnsteuer ein, die für Geschäftsjahre ab 1914 galt, in Höhe von 50 % bis 80 % der Mehrbeträge, und ebenfalls von 1939 bis 1945. Gemeinsam war diesen weltkriegsbezogenen Formen der Übergewinnbesteuerung, dass sie nicht nur bestimmte Branchen trafen, z. B. die Rüstungsindustrie, sondern nahezu alle Unternehmen. Besteuert wurde der Mehrgewinn, der sich durch Vergleich mit dem „Normalgewinn“ des jeweiligen Unternehmens zu Friedenszeiten ergab oder durch Vergleich mit einer „Normalrendite“ auf das eingesetzte Kapital.
Finanzielle Vorteile aus Krisen wurden auch durch andere Steuern ausgeglichen. So schöpfte die Hauszinssteuer einen Teil der Mehrerträge ab, die Immobilienbesitzer während der Hyperinflation in Deutschland 1923 erzielten. Nach der Ölkrise wurde in den 1980ern in den USA versucht, den Windfall Profit (Marktlagengewinn) der Ölfirmen über eine Zufallsgewinnsteuer abzuschöpfen.

## Übergewinnbesteuerung seit 2021

### Europäische Union
Zur gemeinsamen europäischen Bewältigung der durch den Ukraine-Krieg mitverursachten Energiekrise in den Jahren 2021/2022 stellte die EU-Kommission im März 2022 den REPowerEU-Plan vor. Er enthält Leitlinien, die den Mitgliedsländern ausdrücklich eine bis zum Ende Juni 2022 befristete Besteuerung „übermäßiger Erlöse“ aus der Stromerzeugung erlauben. Die Steuereinnahmen sollen an die Strom-Endverbraucher umverteilt werden, ohne eine effiziente Preisbildung zu beeinträchtigen.
Die EU-Notfallmaßnahmen-Verordnung des Rates der Europäischen Union von Anfang Oktober 2022 sieht unter anderem die Einführung einer befristeten, obligatorischen Abgabe für fossile Energieunternehmen vor, bezeichnet als Solidaritätsbeitrag, für die Jahre 2022 und 2023. Die Abgabe fällt an, sofern der Unternehmensgewinn 20 % eines Vergleichsgewinns übersteigt. Dieser entspricht dem jährlichen Durchschnittsgewinn des Unternehmens für die Jahre 2018 bis 2021. Den Steuersatz legen die Mitgliedstaaten selbst fest; er soll mindestens 33 % betragen.
Die Vereinbarkeit des EU-Solidaritätsbeitrags mit dem europäischen Primärrecht und dem Grundgesetz wird vom rechtswissenschaftlichen Schrifttum angezweifelt.

### Deutschland
Mit dem Jahressteuergesetz 2022 wurde im Dezember 2022 in Deutschland die Einführung eines EU-Energiekrisenbeitrages für die Jahre 2022 und 2023 beschlossen. Hiernach unterliegen Gewinne von im Erdöl-, Erdgas-, Kohle- und Raffineriebereich tätigen Unternehmen einer befristeten, obligatorischen Sonderbesteuerung. Das Steueraufkommen steht dem Bund zu und ist zweckgebunden zu verwenden zur Unterstützung von Energie-Endkunden und Unternehmen energieintensiver Branchen; es handelt sich um eine Steuer im Sinne der Abgabenordnung (§ 1 EU-EnergieKBG), die durch das Bundeszentralamt für Steuern verwaltet wird. Entsprechend den EU-Mindestvorgaben greift bei Überschreiten einer Gewinn-Toleranzgrenze von 20 % ein zusätzlicher Steuersatz von 33 %. Mit Beschluss vom 20. Dezember 2024 hat das Finanzgericht Köln den Vollzug einer entsprechenden Steueranmeldung wegen unions- und verfassungsrechtlicher Zweifel an der Erhebung des EU-Krisenbeitrags ausgesetzt.

### Belgien
Für Belgien wurde die Einführung einer Übergewinnsteuer für Energiekonzerne angekündigt.

### Griechenland
Griechenland führte im Mai 2022 eine einmalige Sonderabgabe für Stromerzeuger ein. Der Übergewinn wird berechnet, indem die Gewinne im Zeitraum Oktober 2021 bis Juni 2022 dem Vorjahresgewinnen gegenübergestellt werden. Der Steuersatz beträgt 90 %. Es soll ein Aufkommen bis zu 400 Mio. Euro erzielt werden.

### Italien
Für Italien wurde im März 2022 eine sogenannte „Außerordentliche Solidaritätsabgabe“ für den Besteuerungszeitraum Oktober 2021 bis April 2022 rückwirkend eingeführt. Technisch handelt es sich um eine „Über-Umsatzsteuer“, da der zusätzliche Umsatz im Vergleich zum Vorjahr besteuert wird. Sie gilt für Unternehmen der Energiebranche und beträgt 25 % des Mehrumsatzes, sofern dieser bestimmte Grenzen übersteigt. Ursprünglich waren 10 % vorgesehen. Es wird mit Steuereinnahmen von rund 10 Mrd. Euro gerechnet.
Im August 2023 wurde eine Steuer auf Übergewinne von Banken für das Jahr 2023 eingeführt. Sie sollte 40 % betragen und Banken-Übergewinne – insbesondere jene aus den hohen Zinssätzen – belasten. Im Laufe des Jahres 2023 und nach Börsenturbulenzen wurde die Steuer so weit abgeschwächt, dass sie faktisch ins Leere läuft.

### Rumänien
Rumänien erhebt seit 2021 von Stromerzeugern eine Sondersteuer, begrenzt bis zum Jahr 2023. Besteuert werden die Einnahmen der Stromhersteller, die über einem Referenzpreis liegen, mit einem Steuersatz von 80 %.

### Slowenien
„In Slowenien soll auch der Bankensektor einen finanziellen Beitrag zum milliardenschweren Wiederaufbau nach der Flutkatastrophe leisten. Die Regierung plant eine Sondersteuer in der Höhe von 0,2 Prozent der Bilanzsumme (...) Zuletzt gab es in Slowenien eine Bankensondersteuer zwischen 2011 und 2014. Damals wurde die Besteuerung in der Höhe von 0,1 Prozent der Bilanzsumme eingeführt, um die Banken dazu zu bringen, der Wirtschaft mehr Kredite zur Verfügung zu stellen.“

### Spanien
In Spanien wurde bereits 2021 eine Abgabe für bestimmte Stromerzeuger eingeführt und infolge des Ukraine-Krieges eine Übergewinnsteuer für 2022 und 2023. Banken zahlen 4,8 Prozent und die großen Energieunternehmen 1,2 Prozent zusätzlich auf ihre Umsätze. Der Staat plant mit Mehreinnahmen in Höhe von jährlich 3,5 Milliarden Euro. Die Regierung plant das Geld in Bildung und kostenlose Fahrkarten für Nahverkehrszüge und Regionalzüge zu investieren.

### Tschechische Republik
Im Oktober 2022 hat sich das Kabinett der tschechischen Regierung für die Einführung einer Übergewinnsteuer ab 2023 ausgesprochen, die für Stromerzeuger, Mineralöl- und Montanunternehmen sowie Banken gelten soll. Mit den Einnahmen soll unter anderem der staatliche Preisdeckelung für Strom und Gas finanziert werden.

### Ungarn
Ungarn führte per Dekret im Juni 2022 Sondersteuern ein für Banken, Versicherungen, Energie-, Handels-, Telekommunikations- und Pharmaunternehmen sowie Fluggesellschaften, gültig für die Jahre 2022 und 2023. Bemessungsgrundlage und Steuersatz sind branchenweise verschieden. In den beiden Steuerjahren sollen insgesamt 4,5 Mrd. Euro erzielt werden.

### Vereinigtes Königreich
Großbritannien hat am 26. Mai 2022 eine Zusatzsteuer (Energy Profits Levy) für in Großbritannien tätige Öl- und Gaskonzerne angekündigt und in der Folge auch eingeführt. Der Steuersatz beträgt 25 %; er wird nicht auf den Übergewinn angewendet, sondern als Zusatzsteuer auf den regulär ertragsteuerpflichtigen Unternehmensgewinn, bis die Energiepreise auf ein normales Niveau gefallen sind, längstens jedoch bis 2025. Es wird mit einem Aufkommen von 5 Mrd. Pfund pro Jahr gerechnet.

### Vereinigte Staaten
Ein Gesetzentwurf der Demokraten aus dem Jahr 2022 schlägt für in den USA hergestelltes oder importiertes Öl eine zusätzliche Verbrauchssteuer von 50 % auf den Preisunterschied zwischen dem aktuellen Quartalspreis und dem durchschnittlichen Preis der Jahre 2015 bis 2019 vor.

## Diskussion

### International
Laut Antonio Guterres, Generalsekretär der Vereinten Nationen, machten die größten Energiekonzerne der Welt im ersten Quartal 2022 Gewinne in Höhe von 100 Milliarden US-Dollar. Guterres nannte dies unmoralisch und forderte die Regierungen auf, die „exzessiven“ Gewinne zu besteuern. Er sprach ferner von „grotesker Gier, welche die Ärmsten und Verletzlichsten strafe, während unser gemeinsames Haus, die Erde, zerstört“ werde.
Eine Arbeitsgruppe um den Wirtschaftswissenschaftler Gabriel Zucman schlug 2022 die Erhebung einer Gewinnsteuer auf Basis der Marktkapitalisierung von Unternehmen vor. Hierdurch seien entsprechende Gewinne leichter und international nachvollziehbar als bei bisherigen Vorschlägen.

### Deutschland
Während der COVID-19-Pandemie in Deutschland wurde ab 2021 über die Einführung einer Übergewinnsteuer diskutiert. Die Wissenschaftlichen Dienste des Deutschen Bundestages kommen zu dem Schluss, dass eine Übergewinnsteuer mit dem Grundgesetz vereinbar ist, weil der Gesetzgeber einen weiten Gestaltungsspielraum hat, der nur vom Willkürverbot begrenzt wird.
Nach einer repräsentativen Umfrage befürwortet eine Dreiviertelmehrheit der wahlberechtigten Bevölkerung die Einführung einer Übergewinnsteuer.
Das Bundesland Bremen hat im Zusammenhang mit dem Krieg in der Ukraine am 10. Juni 2022 einen Entschließungsantrag für die Einführung einer Übergewinnsteuer in den Deutschen Bundesrat eingebracht. Im Bundesrat fand der Antrag von Bremen, Berlin, Mecklenburg-Vorpommern und Thüringen zur Einführung einer Übergewinnsteuer am 8. Juli 2022 keine Mehrheit. Auch der Finanzausschuss des Deutschen Bundestages hat einen entsprechenden Antrag der Linken am 22. Juni 2022 abgelehnt.
Der Steuerrechtler Hanno Kube von der Ruprecht-Karls-Universität Heidelberg sagt, „[d]ass einige, in diesem Fall die Mineralölkonzerne, in der Krise extrem hohe Profite einstreichen, ist ein ökonomisches und politisches Problem“. Die Besteuerung von Übergewinnen stuft er jedoch als verfassungsrechtlich problematisch ein und sieht den „Weg über das Kartellrecht“ als den richtigen Weg an. Eine Übergewinnsteuer stehe laut Kube im Konflikt mit dem Leistungsfähigkeitsprinzip, da gleiche Gewinne unterschiedlich besteuert würden, je nachdem ob der Steuerpflichtige zu den Unternehmen oder Branchen gehöre für die die Übergewinnsteuer gelte, oder nicht. Die Volkswirtschaftlerin Veronika Grimm von der Friedrich-Alexander-Universität Erlangen-Nürnberg warnte, dass Unternehmen nicht mehr in riskante Aktivitäten investieren könnten, wenn bei Erfolg eine allgemeine Gewinnabschöpfung drohe. Auch sie verweist auf das Wettbewerbsrecht und Maßnahmen gegen Gewinnverlagerung.
DIW-Präsident Marcel Fratzscher spricht sich für eine Übergewinnsteuer auf Umsätze der Energiekonzerne aus, die „leistungslose Gewinne“ seien. Einer Studie der Rosa-Luxemburg-Stiftung und des Netzwerks Steuergerechtigkeit zufolge wären mit einer Übergewinnsteuer in Deutschland Einnahmen in Höhe von 30 bis 100 Milliarden Euro pro Jahr möglich. Die Autoren schlagen vor, eine nationale Übergewinnsteuer als kurzfristige Maßnahme für Mineralölkonzerne und Stromproduzenten nach dem Vorbild nationaler Digitalsteuern auszugestalten. Sie schreiben, dass zentrale Argumente gegen eine Übergewinnsteuer „eine ideologisch und verteilungspolitisch motivierte Verteidigung des Status quo“ seien. Langfristig solle auf eine „allgemeingültige, international abgestimmte Übergewinnsteuer“ hingewirkt werden.
Wolfgang Stieler (Technology Review) sieht die Innovationsfähigkeit Deutschlands durch eine Übergewinnsteuer nicht in Gefahr. Die zuvor erschienene Stellungnahme des Beirats des Bundesfinanzministeriums ignoriere die durch Ökonomen wie Mariana Mazzucato vorgenommene Differenzierung zwischen Wertschöpfung und „Wertabschöpfung“.

### Österreich
In Österreich ist im Vergleich zu 2021 die Differenz zwischen Einlage- und Kreditzinsen „um 60 Prozent gestiegen – was bei FPÖ und SPÖ für Forderungen nach einer Sondersteuer bzw. einer Regulierung sorgte.“ Vizekanzler Werner Kogler (Die Grünen) dürfte „auch eine Erhöhung der bestehenden Bankenabgabe beziehungsweise eine – vom ihm nicht favorisierte – Bankensteuer“ unterstützen.  „Konzerne, die mit fossiler Energie Krisengewinne machen, sollen künftig stärker zur Kasse gebeten werden. Wurde bisher nur Zufallsgewinn abgeschöpft, wenn er 20 Prozent über dem Durchschnittsgewinn vergangener Jahre lag, soll künftig bereits bei zehn Prozent angesetzt werden.“ Gabriel Felbermayr, Direktor des Wiener Wirtschaftsforschungsinstituts (WIFO): „Eine Übergewinnsteuer untergrabe nicht nur das Vertrauen in die Verlässlichkeit des Steuersystems, sondern schwäche auch das Eigenkapital der Banken. Bei der nächsten Finanzkrise müsste der Staat erst recht helfend eingreifen.“